# Valle de Aneu
El valle de Aneo o Aneu (catalán: Vall d'Àneu) con una extensión de 408,18 km² es una subcomarca natural situada al noroeste del Pallars Sobirá.
Está formado por la cuenca alta del río Noguera Pallaresa y se encaja entre los valles contiguos de Bohí, Arán y Cardós. Realmente se trata de más de un valle, por esa razón antiguamente se le conocía como los valles de Aneo ("les valls d'Àneu"). 
Desde el punto de vista geográfico, su ubicación en pleno Pirineo axial ha configurado el territorio en un verdadero paraíso natural donde se alternan frondosos valles modelados por la acción de ríos y barrancos, bosques de coníferas, prados alpinos y altos cimas rodeadas de lagos de origen glacial. La orientación del relevo y las considerables diferencias de altura dan en la zona una diversidad climática caracterizada por un clima de tipo mediterráneo en el fondo del valle y uno alpino con influencia atlántica en las zonas más altas. En general se dan veranos suaves e inviernos secos y fríos, con primaveras y otoños de corta duración.
Dentro del valle principal están también los valles de la Noguera, la ribera de Alós, la ribera de Esterri, la ribera de Escaló, el valle de la Bonaigua y el valle de Unarre. El centro neurálgico del valle es la localidad de Esterri, lugar donde se celebra el mercado. El valle suspendido de Espot pertenece al parque nacional de Aigüestortes y Lago de San Mauricio.
Administrativamente, el territorio se estructura en 4 municipios: Valencia de Areo (València d'Anèu), Espot, Esterri y La Guingueta, con un total de 24 pueblos.
Los pueblos son: Alto Aneu (Alt Anèu), Esterri (Esterri d'Anèu), Espot, Guingueta (La Guingueta d’Àneu), Berrós Jussá (Berròs Jussà), Burgo, Cerbi, Dorbe (Dorve), Escalarre, Escaló, Escart, Estaron, Gavás (Gavàs), Jou, Llabore (Llavorre), Unarre.
- Datos: Q3572305
- Multimedia: Vall d'Àneu / Q3572305